# Grand Slam (beisebol)

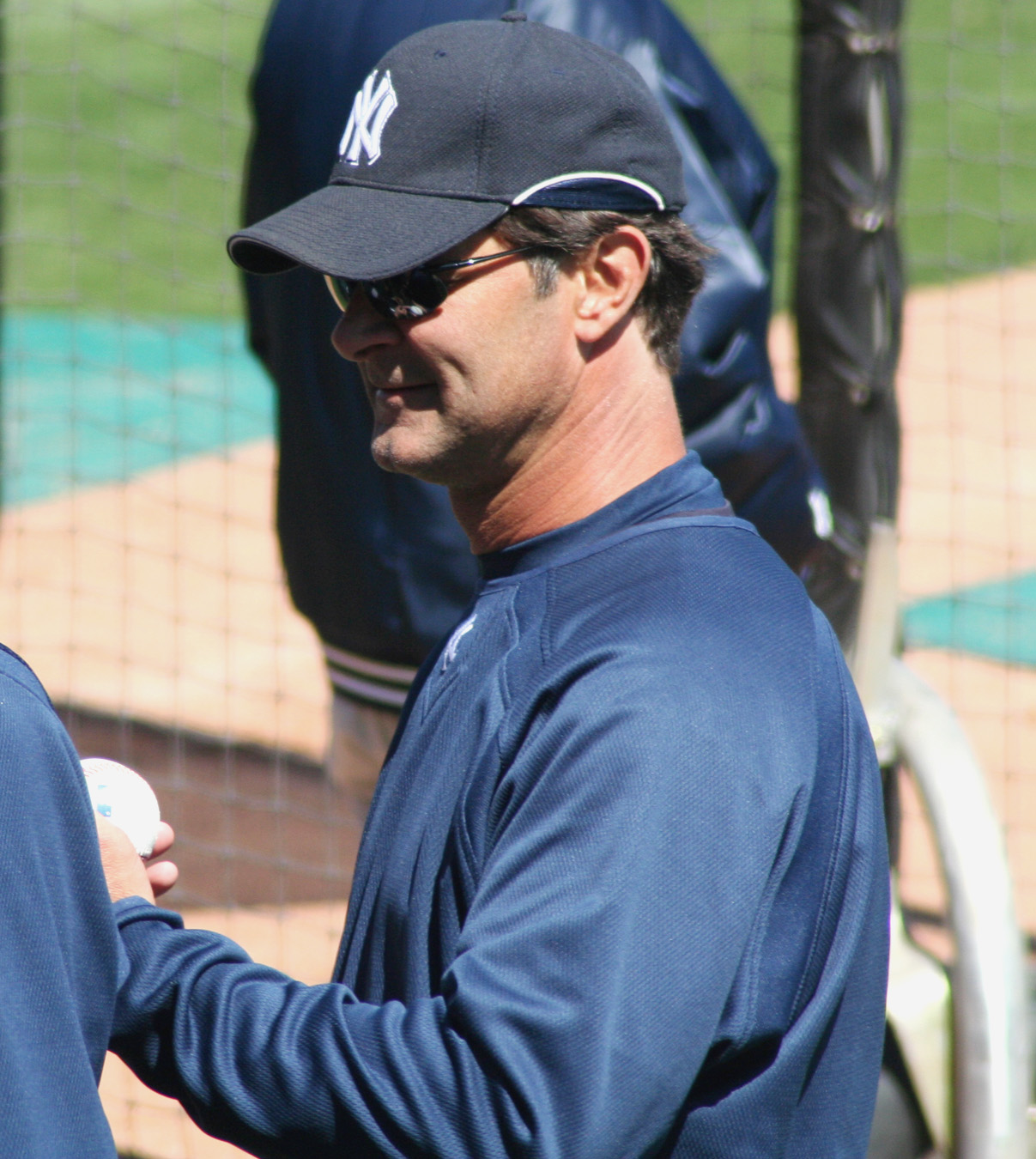
Em 1987 Don Mattingly anotou o recorde de maior número de grand slams em uma temporada com seis.

No beisebol, um grand slam é uma rebatida de home run com todas as três bases ocupadas por corredores ("bases lotadas"), assim marcando quatro corridas—o máximo em uma jogada. De acordo com o The Dickson Baseball Dictionary, o termo se originou no jogo de cartas  bridge, em que um grand slam significa "oferecer pela mesa e ganhar em uma mão". A palavra slam, por si só, usualmente, é conectada com um som alto, particularmente por uma porta sendo fechada com força excessiva; portanto, fechando a porta para um oponente. O termo se estende a vários esportes, tais como Grand Slam de golfe e Grand Slam de tênis.

## Destaques notáveis
Acredita-se que Roger Connor foi o primeiro jogador das grandes ligas a rebater um grand slam, em 10 de Setembro de 1881, pelo Troy Trojans. Embora Charlie Gould tenha rebatido um pelo Boston Red Stockings (agora Atlanta Braves) na National Association (NA) em 5 de Setembro de 1871, que não é reconhecida pela MLB como uma grande liga.
Alex Rodriguez rebateu 25 grand slams na carreira, o maior número na história da Major League Baseball, ultrapassando os 23 de Lou Gehrig em 20 de Setembro de 2013. Don Mattingly estabeleceu o recorde em temporada única com seis grand slams em 1987 – notavelmente, os únicos grand slams de sua carreira nas grandes ligas. Travis Hafner empatou o recorde de Mattingly em 2006, enquanto em 2009, Albert Pujols empatou o recorde em temporada única da Liga Nacional com cinco grand slams estabelecidos por Ernie Banks em 1955.
Alguns grand slams, o primeiro sendo conseguido por Connor em 1881, consistem em um jogador rebater um walk-off grand slam conseguindo assim a vitória; alguns analistas de beisebol o chamam de "grand slam definitivo". O brasileiro Paulo Orlando foi o mais recente jogador a conseguir o feito na vitória do Kansas City Royals por 9-5 contra o Tampa Bay Rays em 7 de Julho de 2015. Roberto Clemente é o único  jogador a rebater um walk-off inside-the-park grand slam em uma vitória por uma corrida; o Pittsburgh Pirates derrotaram o Chicago Cubs 9–8 em 25 de Julho de 1956 no  Forbes Field, um estádio conhecido pelo seu campo externo espaçoso.
Durante a temporada de 2005 da MLB, grand slams significaram 132 de 5017 home runs rebatidos (2,6%). Em 13-14 de Junho de 2006, o Minnesota Twins rebateram grand slams em jogos consecutivos contra o Boston Red Sox, incluindo um walk-off grand slam por Jason Kubel na 12ª entrada em 13 de Junho.
Em 2006, o Chicago White Sox rebateram grand slams em três jogos consecutivos contra o Houston Astros (23-25 de Junho). Scott Podsednik rebateu o único grand slam de sua carreira no jogo de abertura desta série. Joe Crede o seguiu com um grand slam no Sábado e Tadahito Iguchi um grand slam que empatou o jogo na parte baixa da nona entrada com dois eliminados no jogo final da série. (Este seguiu um home run de três corridas por Iguchi na parte baixa da oitava entrada.) O White Sox se tornou o primeiro time a conseguir o feito desde o Detroit Tigers em 1993. Na outra mão, o Kansas City Royals de 2007 sofreu três grand slams em três jogos seguidos; dois contra o Baltimore Orioles (13-14 de Abril) e um contra o  Tigers (16 de de Abril).
Também em 2006, Travis Hafner do Cleveland Indians estabeleceu o recorde de rebater cinco grand slams antes da pausa do Jogo das Estrelas, e finalizou a temporada empatado com o recordista Mattingly em um temporada (seu sexto GS foi em 13 de Agosto). Em 16 de Julho Carlos Beltrán e  Cliff Floyd do New York Mets rebateram grand slams durante uma entrada de 11 corridas contra o Chicago Cubs, anotando pelo oitava vez na história dois grand slams rebatidos por um time em uma entrada (a quarta vez na história da Liga Nacional).
Quatro jogadores rebateram um grand slam em sua primeira vez ao bastão na MLB: Bill Duggleby em 1898, Jeremy Hermida em 2005, Kevin Kouzmanoff em 2006 e Daniel Nava em 2010. Duggleby, Kouzmanoff e Nava rebateram seus grand slams no primeiro arremesso. O grand slam de Hermida foi como rebatedor substituto.

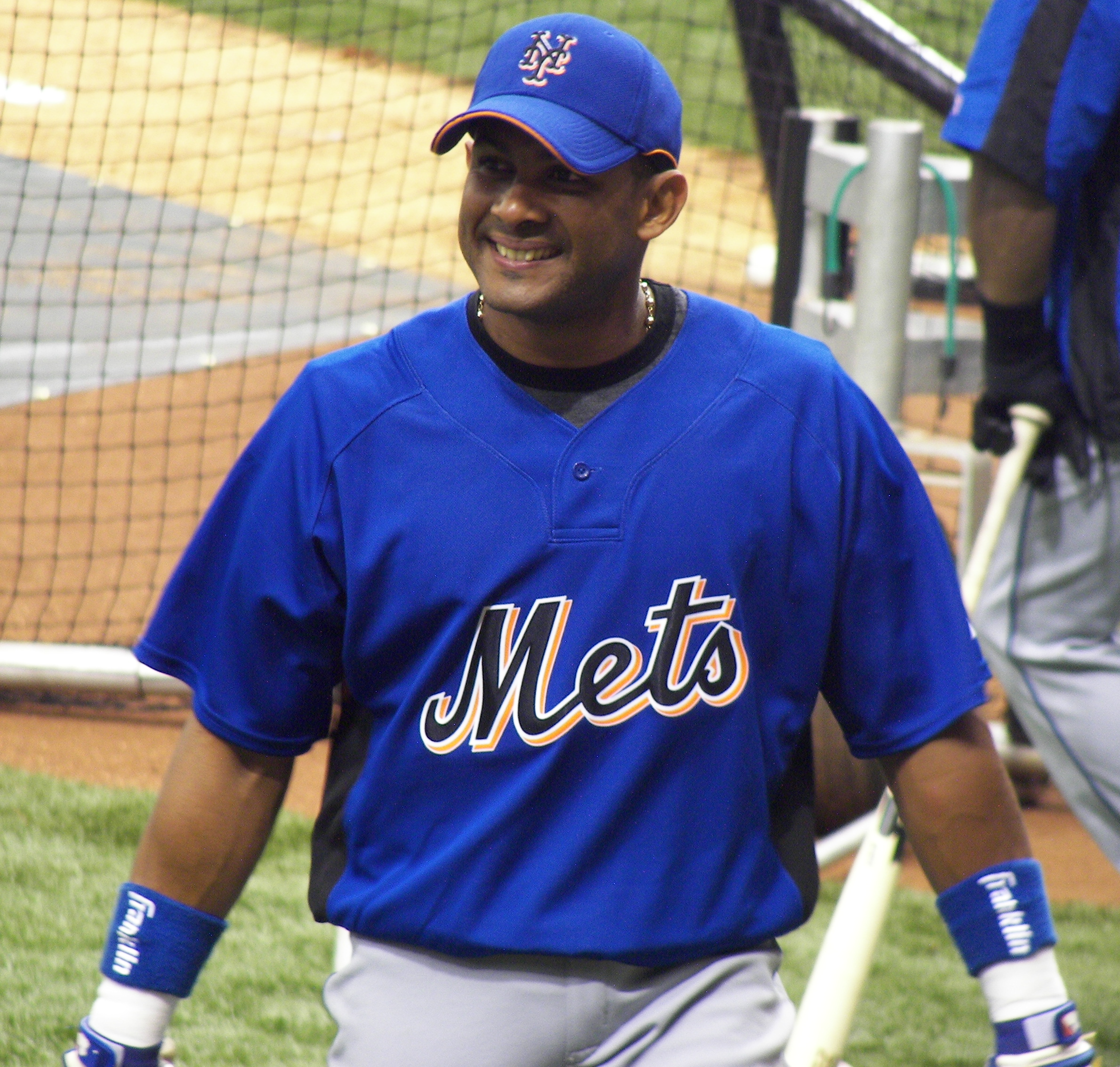
Fernando Tatís (pelo Cardinals) é o único jogador a rebater dois grand slams na mesma entrada.

Félix Hernández do Seattle Mariners se tornou o primeiro arremessador da Liga Americana desde que a regra do rebatedor designado foi estabelecida em 1973 a rebater um grand slam em 23 de Junho de 2008, contra o arremessador Johan Santana em um jogo interligas
O único jogador das grandes ligas a rebater dois grand slams em uma entrada é Fernando Tatís do St. Louis Cardinals em 23 de Abril de 1999 no   Dodger Stadium, com ambos grand slams sofridos pelo arremessador do Los Angeles, Chan Ho Park na terceira entrada. Tatis foi o segundo jogador da Liga Nacional a rebater dois grand slams em um jogo, se juntando a Cloninger. Park foi o segundo arremessador na história das grandes ligas a sofrer dois grand slams em uma entrada; Bill Phillips do Pittsburgh Pirates sofreu o mesmo em 16 de Agosto de 1890, um para Tom Burns e outro para Malachi Kittridge, mas Park foi o primeiro a sofrer dois do mesmo rebatedor. Tatis nunca tinha rebatido um grand slam antes em sua carreira.  Bill Mueller é o único jogador a rebater dois grand slams de ambos os lados do plate no mesmo jogo, conseguindo a façanha em 29 de Julho de 2003 pelo Boston Red Sox vs. o  Texas Rangers. Robin Ventura é o único jogador a rebater um grand slam em ambos os jogos de uma jornada dupla, o fazendo em 20 de Maio de 1999 pelo New York Mets contra o Milwaukee Brewers.
Na liga profissional japonesa, a façanha de múltiplos grand slams em apenas uma entrada por um time foi alcançada três vezes; mais recentemente em 1º de Abril de 2007 por José Fernández e Takeshi Yamasaki do Tohoku Rakuten Golden Eagles. O Daiei Hawks alcançou o feito em 1999.
Em 25 de Agosto de 2011, o New York Yankees, jogando em casa contra o  Oakland A's, se tornou o primeiro time na história da MLB a rebater três grand slams em um jogo. Robinson Canó, Russell Martin e Curtis Granderson rebateram os arremessos de Rich Harden, Fautino de los Santos e Bruce Billings, com cada grand slam sendo rebatido em uma entrada diferente. Vindo atrás no placar em 7-1, o segundo grand slam deu a primeira liderança do Yankees no jogo; acabaram vencendo por 22–9.
Em 13 de Julho de 2014, o  receptor Buster Posey e o arremessador Madison Bumgarner (em inglês batterymates) do San Francisco Giants rebateram grand slams contra o Arizona Diamondbacks. Isto marcou a primeira vez na história da Major League Baseball em que batterymates rebateram grand slams no mesmo jogo.

## Narrações famosas
"Get out the rye bread and mustard, Grandma, it is grand salami time!"- usada pelo comentarista de longa data do Seattle Mariners Dave Niehaus de 1995 até sua morte em Novembro de 2010.

## World Series
| Ano  | Jogo                   | Rebatedor                    | Local               | Arremessador                 | Entrada | Placar após o HR | Placar final | Placar da série | Notas |
| ---- | ---------------------- | ---------------------------- | ------------------- | ---------------------------- | ------- | ---------------- | ------------ | --------------- | --- |
| 1920 | Jogo 5, 10 de Outubro  | Elmer Smith, Cleveland       | League Park         | Burleigh Grimes, Brooklyn    | 1ª      | 4–0              | 8–1, W       | 3–2 CLE         | O primeiro grand slam na história das Séries, rebatido sem nenhum eliminado na primeira entrada, foi ofuscado quando, na 5ª entrada, Bill Wambsganss se tornou o único a conseguir uma queimada tripla sem assistência nas Séries.                             |
| 1936 | Jogo 2, 2 de Outubro   | Tony Lazzeri, New York (AL)  | Polo Grounds        | Dick Coffman, New York (NL)  | 3ª      | 9–1              | 18–4, W      | 1–1             | Com o Presidente Roosevelt na plateia, Lazzeri rebateu um slam com a contagem em 2–2 com um eliminado para dar aos Yankees uma ampla liderança. |
| 1951 | Jogo 5, 9 de Outubro   | Gil McDougald, New York (AL) | Polo Grounds        | Larry Jansen, New York (NL)  | 3ª      | 5–1              | 13–1, W      | 3–2 NYY         | McDougald colocou o Yankees na liderança com 2 eliminados na 3ª entrada. McDougald se tornou o primeiro estreante a conseguir um grand slam na pós-temporada.                                                                                                  |
| 1953 | Jogo 5, 4 de Outubro 4 | Mickey Mantle, New York      | Ebbets Field        | Russ Meyer, Brooklyn         | 3ª      | 6–1              | 11–7, W      | 3–2 NYY         | Após um erro com dois eliminados por Gil Hodges, um rebatedor acertado com bola e um walk, Mantle rebateu o primeiro arremesso do reliever Meyer para fora de campo.                                                                                           |
| 1956 | Jogo 2, 5 de Outubro   | Yogi Berra, New York         | Ebbets Field        | Don Newcombe, Brooklyn       | 2ª      | 6–0              | 13–8, L      | 2–0 BKN         | A rebatida de Berra com dois eliminados não foi suficiente para segurar o Dodgers no que se tornaria, após 3 horas e 26 minutos, o mais longo jogo de 9 entradas da história das Séries até 1993.                                                              |
| 1956 | Jogo 7, 10 de Outubro  | Moose Skowron, New York      | Ebbets Field        | Roger Craig, Brooklyn        | 7ª      | 9–0              | 9–0, W       | 4–3 NYY         | O Yankees anotou todas suas corridas através de 4 HRs para selar a Série, com a pancada de Skowron no primeiro arremesso com nenhum eliminado e finalizando o placar.                                                                                          |
| 1960 | Jogo 3, 8 de Outubro   | Bobby Richardson, New York   | Yankee Stadium      | Clem Labine, Pittsburgh      | 1ª      | 6–0              | 10–0, W      | 2–1 NYY         | O HR de Richardson com 1 eliminado na 1ª entrada fez com que ele atingisse a marca de 6 RBIs na Série. |
| 1962 | Jogo 4, 8 de Outubro   | Chuck Hiller, San Francisco  | Yankee Stadium      | Marshall Bridges, New York   | 7ª      | 6–2              | 7–3, W       | 2–2             | Com 2 eliminados, Hiller rebateu o primeiro grand slam por um jogador na Liga Nacional na Série. |
| 1964 | Jogo 4, 11 de Outubro  | Ken Boyer, St. Louis         | Yankee Stadium      | Al Downing, New York         | 6ª      | 4–3              | 4–3, W       | 2–2             | Com homens na 1ª e 2ª bases, o error de Bobby Richardson com 1 eliminado enquanto tentava uma queimada dupla abriu a porta para o grand slam de Boyer. |
| 1964 | Jogo 6, 14 de Outubro  | Joe Pepitone, New York       | Sportsman's Park    | Gordie Richardson, St. Louis | 8ª      | 8–1              | 8–3, W       | 3–3             | Com 2 eliminados, Pepitone rebateu para o campo direito para forçar o jogo 7. |
| 1968 | Jogo 6, 9 de Outubro   | Jim Northrup, Detroit        | Busch Stadium       | Larry Jaster, St. Louis      | 3ª      | 8–0              | 13–1, W      | 3–3             | O HR de Northrup com nenhum eliminado foi o ponto alto de uma entrada com 10 corridas que aumentou o placar para os Tigers em 8-0. |
| 1970 | Jogo 3, 13 de Outubro  | Dave McNally, Baltimore      | Memorial Stadium    | Wayne Granger, Cincinnati    | 6ª      | 8–1              | 9–3, W       | 3–0             | Além de seu HR com 2 eliminados, McNally também arremessou um jogo completo colocando o Baltimore à uma vitória do título. |
| 1987 | Jogo 1, 17 de Outubro  | Dan Gladden, Minnesota       | Metrodome           | Bob Forsch, St. Louis        | 4ª      | 7–1              | 10–1, W      | 1–0 MIN         | O HR de Gladden com nenhum eliminado corou uma entrada de 7 corridas que encerrou uma sequência dos Cardinals com 27 entradas sem permitirem corridas adversárias.                                                                                             |
| 1987 | Jogo 6, 24 de Outubro  | Kent Hrbek, Minnesota        | Metrodome           | Ken Dayley, St. Louis        | 6ª      | 10–5             | 11–5, W      | 3–3             | Com 2 eliminados, Hrbek rebateu o primeiro arremesso de Dayley para fora do gramado. |
| 1988 | Jogo 1, 15 de Outubro  | José Canseco, Oakland        | Dodger Stadium      | Tim Belcher, Los Angeles     | 2ª      | 4–2              | 5–4, L       | 1–0 LAD         | Com 2 eliminados, Canseco rebateu seu primeiro grand slam nas grandes ligas com a contagem em 1–0; mas o walk-off home run de Kirk Gibson deu a vitória ao Dodgers.                                                                                            |
| 1992 | Jogo 5, 22 de Outubro  | Lonnie Smith, Atlanta        | SkyDome             | Jack Morris, Toronto         | 5ª      | 7–2              | 7–2, W       | 3–2 TOR         | Com 2 eliminados, o HR de Smith manteve o Braves vivo na Série. |
| 1998 | Jogo 1, 17 de Outubro  | Tino Martinez, New York      | Yankee Stadium      | Mark Langston, San Diego     | 7ª      | 9–5              | 9–6, W       | 1–0 NYY         | O HR de Martinez com 2 eliminados se seguiu ao HR de 3 corridas de Chuck Knoblauch que tinha empatado o jogo mais cedo na mesma entrada. |
| 2005 | Jogo 2, 23 de Outubro  | Paul Konerko, Chicago        | U.S. Cellular Field | Chad Qualls, Houston         | 7ª      | 6–4              | 7–6, W       | 2–0 CHW         | O HR de Konerko com 2 eliminados no primeiro arremesso de Qualls deu a liderança ao White Sox em 6–4, mas um walk-off home run de Scott Podsednik, após Houston ter empatado em 6-6 com dois eliminados na parte alta da 9ª entrada, deu a vitória ao Houston. |
| 2016 | Jogo 6, 1º de Novembro | Addison Russell, Chicago     | Progressive Field   | Dan Otero, Cleveland         | 3ª      | 7-0              | 9-3, W       | 3-3             | Com o grand slam Russell empatou o recorde da MLB de 6 RBIs por um jogador de um time encarando a eliminação na World Series, |

## Outros grand slams da MLB na pós-temporada
ALDS = American League Division Series

ALCS = American League Championship Series

NLDS = National League Division Series

NLCS = National League Championship Series

NLWCG = National League Wild Card Game

| Série      | Jogo                   | Rebatedor                              | Local                         | Arremessador                        | Entrada | Placar após o HR | Placar final | Placar da série | Notas |
| ---------- | ---------------------- | -------------------------------------- | ----------------------------- | ----------------------------------- | ------- | ---------------- | ------------ | --------------- | --- |
| 1970 ALCS  | Jogo 1, 3 de Outubro   | Mike Cuellar, Baltimore                | Metropolitan Stadium          | Jim Perry, Minnesota                | 4ª      | 7–2              | 10–6, W      | 1–0 BAL         | No primeiro grand slam na história da League Championship Series (LCS), Cuellar, que rebateu apenas 8,9% na temporada regular, jogou a bola para o campo direito com um eliminado; a bola claramente seria uma bola de foul ball quando passou pela primeira base, mas o vento de 46,6 km/h mudou sua trajetória, mantendo-a em território válido. O próprio Cuellar não durou até a quinta entrada. |
| 1977 NLCS  | Jogo 1, 4 de Outubro   | Ron Cey, Los Angeles                   | Dodger Stadium                | Steve Carlton, Philadelphia         | 7ª      | 5–5              | 7–5, L       | 1–0 PHI         | Com dois eliminados, Cey empatou o jogo na 7ª entrada mas três singles e um balk na 9ª entrada deram a vitória ao Phillies. |
| 1977 NLCS  | Jogo 2, 5 de Outubro   | Dusty Baker, Los Angeles               | Dodger Stadium                | Jim Lonborg, Philadelphia           | 4ª      | 5–1              | 7–1, W       | 1–1             | Depois de Steve Garvey ganhar um walk intencional com um eliminado, Baker abriu o caminho para a vitória do Dodgers. |
| 1982 ALCS  | Jogo 4, 9 de Outubro   | Don Baylor, California                 | Milwaukee County Stadium      | Moose Haas, Milwaukee               | 8ª      | 5–7              | 9–5, L       | 2–2             | Após Haas conseguir um no-hitter até a 6ª em um jogo adiado duas vezes devido à chuva, Baylor deixou o Angels com um déficit de 2 corridas com um eliminado na 8ª entrada. |
| 1989 NLCS  | Jogo 1, 4 de Outubro   | Will Clark, San Francisco              | Wrigley Field                 | Greg Maddux, Chicago                | 4ª      | 8–3              | 11–3, W      | 1–0 SF          | Com dois eliminados, Clark rebateu o primeiro arremesso e conseguiu seu segundo HR da partida; também rebateu um simples, uma dupla e conseguiu um walk, totalizando um recorde na NLCS de 6 RBIs. |
| 1992 NLCS  | Jogo 2, 7 de Outubro   | Ron Gant, Atlanta                      | Fulton County Stadium         | Bob Walk, Pittsburgh                | 5ª      | 8–0              | 13–5, W      | 2–0 ATL         | Com dois eliminados, Gant rebateu o primeiro grand slam de sua carreira dando ao Braves a liderança de 2-0 na série. |
| 1995 NLDS  | Jogo 3, 6 de Outubro   | Mark Lewis, Cincinnati                 | Riverfront Stadium            | Mark Guthrie, Los Angeles           | 6ª      | 7–1              | 10–1, W      | 3–0 CIN         | Após Guthrie entrar no jogo sem nenhum eliminado, Lewis rebateu o primeiro grand slam de um rebatedor substituto na história da pós-temporada, dando ao Reds sua oitava vitória consecutiva na pós-temporada e seu oitavo título de campeão da Liga Nacional. |
| 1995 ALDS  | Jogo 4, 7 de Outubro   | Edgar Martínez, Seattle                | Kingdome                      | John Wetteland, New York            | 8ª      | 10–6             | 11–8, W      | 2–2             | Após rebater um HR de 3 corridas na 3ª entrada e diminuir a vantagem do NY em apenas duas corridas, Martinez rebateu mais um para o campo central obtendo a liderança, finalizando a pós-temporada com um recorde de 7 corridas impulsionadas. Um walk, uma simples vindo de um bunt e um rebatedor atingido por bola tinham lotado as bases com nenhum eliminado. |
| 1996 ALDS  | Jogo 1, 1º de Outubro  | Bobby Bonilla, Baltimore               | Camden Yards                  | Paul Shuey, Cleveland               | 6ª      | 9–3              | 10–4, W      | 1–0 BAL         | Após dois walks, uma simples, um fly de sacrifício e um rebatedor atingido por bola, Shuey entrou no jogo e foi saudado por Bonilla com um grand slam com dois eliminados. |
| 1996 ALDS  | Jogo 3, 4 de Outubro   | Albert Belle, Cleveland                | Jacobs Field                  | Armando Benítez, Baltimore          | 7ª      | 8–4              | 9–4, W       | 2–1 BAL         | Após o arremessador inicial do Orioles, Mike Mussina ter sido substituído após seis entradas, Jesse Orosco lotar as bases com walks e ser também substituído, Belle rebateu um arremesso com contagem 0–2 com nenhum eliminado para manter o Indians vivo na série. Seria a rebatida final de Belle pelo Indians. |
| 1996 NLCS  | Jogo 2, 10 de Outubro  | Gary Gaetti, St. Louis                 | Fulton County Stadium         | Greg Maddux, Atlanta                | 7ª      | 8–3              | 8–3, W       | 1–1             | Em uma entrada com dois walks, um erro e um wild pitch, Gaetti rebateu com força o primeiro arremesso com dois eliminados. Maddux sofreu seu segundo grand slam em 34.2 entradas após permitir apenas um em 2365.2 entradas de temporada regular. |
| 1997 NLDS  | Jogo 3, 3 de Outubro   | Devon White, Florida                   | 3Com Park                     | Wilson Álvarez, San Francisco       | 6ª      | 4–1              | 6–2, W       | 3–0 FLA         | Com dois eliminados, Florida conseguiu duas rebatidas simples e um walk antes de White rebater o 113º arremesso de Alvarez para o campo esquerdo. O Marlins avançou para sua primeira NLCS em seu quinto ano de existência. |
| 1997 ALDS  | Jogo 3, 4 de Outubro   | Paul O'Neill, New York                 | Jacobs Field                  | Chad Ogea, Cleveland                | 4ª      | 6–1              | 6–1, W       | 2–1 NYY         | Após o arremessador Charles Nagy lotar as bases, O'Neill saudou Ogea com uma explosão para o campo central com dois eliminados enquanto a chuva começava a cair. |
| 1998 NLDS  | Jogo 1, 30 de Setembro | Ryan Klesko, Atlanta                   | Turner Field                  | Matt Karchner, Chicago              | 7ª      | 7–0              | 7–1, W       | 1–0 ATL         | O HR de Klesko com dois eliminados, após três walks, assegurou a vitória ao Braves. |
| 1998 NLDS  | Jogo 3, 3 de Outubro   | Eddie Pérez, Atlanta                   | Wrigley Field                 | Rod Beck, Chicago                   | 8ª      | 6–0              | 6–2, W       | 3–0 ATL         | Após Andruw Jones ter ganho um walk intencional, Pérez rebateu um HR com um eliminado e aumentar a vantagem dos Braves na série, mandando o Cubs para sua sexta derrota consecutiva na pós-temporada. |
| 1998 NLCS  | Jogo 4, 11 de Outubro  | Andrés Galarraga, Atlanta              | Qualcomm Stadium              | Dan Miceli, San Diego               | 7ª      | 8–3              | 8–3, W       | 3–1 SD          | Após Miceli entrar no jogo, Galarraga contribuiu para um entrada de 6 corridas com uma bola mandada a 139 metros para o campo esquerdo com dois eliminados, forçando o jogo 5. |
| 1998 ALCS  | Jogo 6, 13 de Outubro  | Jim Thome, Cleveland                   | Yankee Stadium                | David Cone, New York                | 5ª      | 5–6              | 9–5, L       | 4–2 NYY         | Thome lançou a bola para o terceiro nível das arquibancadas com um eliminado diminuindo a diferença para o Yankees em apenas uma corrida, mas não foi suficiente para os campeões da Liga Americana frearem a ida do Yankees para a World Series. |
| 1999 NLDS  | Jogo 1, 5 de Outubro   | Edgardo Alfonzo, New York              | Bank One Ballpark             | Bobby Chouinard, Arizona            | 9ª      | 8–4              | 8–4, W       | 1–0 NYM         | Alfonzo rebateu seu segundo HR do jogo para o lado esquerdo do campo com dois eliminados, após Robin Ventura ser eliminado na home plate na jogada anterior. |
| 1999 ALDS  | Jogo 2, 7 de Outubro   | Jim Thome, Cleveland                   | Jacobs Field                  | John Wasdin, Boston                 | 4ª      | 11–1             | 11–1, W      | 2–0 CLE         | Após a 3ª entrada com seis corridas com destaque para o HR de 3 corridas de Harold Baines, Thome rebateu um grand slam finalizando um entrada de 5 corridas com dois eliminados. Thome se tornou o primeiro jogador a rebater dois grand slams na pós-temporada. |
| 1999 ALDS  | Jogo 5, 11 de Outubro  | Troy O'Leary, Boston                   | Jacobs Field                  | Charles Nagy, Cleveland             | 3ª      | 7–5              | 12–8, W      | 3–2 BOS         | O'Leary rebateu seu grand slam com um eliminado para dar ao Boston a liderança; mais tarde rebateu outro HR de 3 corridas na 7ª entrada para desempatar a partida (estava 8–8) e mandar o Red Sox para a ALCS; ambos HRs vieram após walks intencionais para Nomar Garciaparra. |
| 1999 ALCS  | Jogo 4, 17 de Outubro  | Ricky Ledée, New York                  | Fenway Park                   | Rod Beck, Boston                    | 9ª      | 9–2              | 9–2, W       | 3–1 NYY         | Ledee rebateu seu HR com um eliminado colaborando com uma entrada de 6 corridas e garantindo a vitória. Ledee se tornou o segundo novato a rebater um grand slam na pós-temporada. |
| 1999 NLCS  | Jogo 5, 17 de Outubro  | Robin Ventura, New York                | Shea Stadium                  | Kevin McGlinchy, Atlanta            | 15ª     | 4–3              | 4–3, W       | 3–2 ATL         | O Mets empatou a partida em 3–3 com as bases lotadas com nenhum eliminado; o próximo no bastão seria Ventura que, com 13 grand slams na carreira, estava empatado entre os jogadores ativos com Harold Baines e Mark McGwire. Conseguiu o primeiro walk-off grand slam – e o primeiro grand slam nas entradas extras – na história da pós-temporada, rebatendo para o campo direito; foi oficialmente creditado com apenas uma corrida simples após seus companheiros de time se reunirem para saudá-lo na primeira base.                                                                                                |
| 2003 NLCS  | Jogo 4, 11 de Outubro  | Aramis Ramírez, Chicago                | Pro Player Stadium            | Dontrelle Willis, Florida           | 1ª      | 4–0              | 8–3, W       | 3–1 CHC         | Após Willis lotar as bases com walks com um eliminado, Ramírez colocou o Cubs na liderança no início da partida. Esta foi a primeira vez na história do Cubs em que um jogador rebateu um grand slam na pós-temporada. |
| 2004 ALDS  | Jogo 3, 8 de Outubro   | Vladimir Guerrero, Anaheim             | Fenway Park                   | Mike Timlin, Boston                 | 7ª      | 6–6              | 8–6, L       | 3–0 BOS         | Guerrero empatou a partida com dois eliminados com a contagem de arremessos em 0–1, mas o Red Sox anotou duas corridas na 10ª entrada e avançar para a ALCS. |
| 2004 ALCS  | Jogo 7, 20 de Outubro  | Johnny Damon, Boston                   | Yankee Stadium                | Javier Vázquez, New York            | 2ª      | 6–0              | 10–3, W      | 4–3 BOS         | Damon rebateu um HR para a direita no primeiro arremesso de Vázquez com um eliminado, colocando o Boston na liderança. Conseguiu um segundo HR na 4ª entrada colocando 8-1 no placar e ajudando o Red Sox a completar sua reviravolta após estar perdendo a série por 3 jogos a 0. |
| 2005 NLDS  | Jogo 1, 4 de Outubro   | Reggie Sanders, St. Louis              | Busch Stadium                 | Jake Peavy, San Diego               | 5ª      | 8–0              | 8–5, W       | 1–0 STL         | Com um eliminado, Sanders rebateu seu HR com a contagem de arremessos em 3–0 em uma bola rápida de Peavy, que estava arremessando sem saber que estava com uma costela fraturada. |
| 2005 NLDS  | Jogo 4, 9 de Outubro   | Adam LaRoche, Atlanta                  | Minute Maid Park              | Brandon Backe, Houston              | 3ª      | 4–0              | 7–6, L       | 3–1 HOU         | LaRoche, com dores no estômago, rebateu seu HR com dois eliminados após dois walks um rebatedor atingido por bola, para dar ao Braves a liderança no início da partida, mas o Astros empatou o jogo em 6–6 na 9ª entrada e venceu em 18 entradas avançando para a NLCS. |
| 2005 NLDS  | Jogo 4, 9 de Outubro   | Lance Berkman, Houston                 | Minute Maid Park              | Kyle Farnsworth, Atlanta            | 8ª      | 5–6              | 7–6, W       | 3–1 HOU         | Com um eliminado, Berkman rebateu seu HR para o campo oposto à esquerda com a contagem em 2–1 para diminuir a vantagem do Braves em apenas uma corrida; foi a primeira vez em que dois grand slams foram rebatidos no mesmo jogo de pós-temporada. Após empatar o jogo na 9ª entrada com um HR de Brad Ausmus, o Astros venceu a série com walk-off home run de Chris Burke na 18ª entrada, fazendo deste o segundo mais longo jogo na história da pós-temporada. |
| 2007 NLDS  | Jogo 2, 4 de Outubro   | Kaz Matsui, Colorado Rockies           | Citizens Bank Park            | Kyle Lohse, Philadelphia Phillies   | 4ª      | 6–3              | 10–5, W      | 2–0 COL         | O grand slam de Matsui deu ao Rockies a liderança de 6–3 no que seria a vitória por 10–5 e colocando o Colorado com 2-0 na série. |
| 2007 ALCS  | Jogo 6, 20 de Outubro  | J. D. Drew, Boston Red Sox             | Fenway Park                   | Fausto Carmona, Cleveland Indians   | 1ª      | 4–0              | 12–2 W       | 3–3             | Drew deu ao Red Sox a liderança logo no início da partida. O Red Sox empataria a série em 3-3. |
| 2008 NLDS  | Jogo 1, 1º de Outubro  | James Loney, Los Angeles Dodgers       | Wrigley Field                 | Ryan Dempster, Chicago Cubs         | 5ª      | 4–2              | 7–2, W       | 1–0 LAD         | Após Dempster lotar as bases com walks, Loney rebateu para o campo central dando a liderança para o Dodgers por 4–2. |
| 2008 NLDS  | Jogo 2, 2 de Outubro   | Shane Victorino, Philadelphia Phillies | Citizens Bank Park            | CC Sabathia, Milwaukee Brewers      | 2ª      | 5–1              | 5–2, W       | 2–0 PHI         | O grand slam de Victorino, o primeiro do Phillies na história da pós-temporada, deu a liderança ao Phillies após o arremessador Brett Myers conceder um walk com dois eliminados. |
| 2011 ALDS  | Jogo 1, 1º de Outubro  | Robinson Canó, New York Yankees        | Yankee Stadium                | Al Alburquerque, Detroit Tigers     | 6ª      | 8–1              | 9–3, W       | 1–0 NYY         | Gardner rebateu uma simples, Jeter roubou a segunda base, Granderson conseguiu um walk. Após uma troca de arremessadores, Robinson Canó rebateu a bola a 114 metros dando a liderança ao Yankees por 8–1 sobre o Tigers. Cano conseguiur seis RBIs neste jogo. Cano empatou o recorde do Yankees em jogo único de pós-temporada. Este foi o primeiro home run hit sofrido por Alburquerque nesta temporada. |
| 2011 NLDS  | Jogo 3, 4 de Outubro   | Paul Goldschmidt, Arizona Diamondbacks | Chase Field                   | Shaun Marcum, Milwaukee Brewers     | 5ª      | 7–1              | 8–1, W       | 2–1 MIL         | Rebatidas simples em sequência de Josh Collmenter e Willie Bloomquist. Dois eliminados mais tarde, Marcum cedeu um walk intencional para Miguel Montero, que já tinha duas corridas impulsionadas naquele momento do jogo. Goldschmidt rebateu para o campo oposto direito dando a liderança para o Arizona em 7–1. Goldschmidt se tornou o terceiro novato a rebater um grand slam na pós-temporada. |
| 2011 NLDS  | Jogo 4, 5 de Outubro   | Ryan Roberts, Arizona Diamondbacks     | Chase Field                   | Randy Wolf, Milwaukee Brewers       | 1ª      | 4–1              | 10–6, W      | 2–2             | Bloomquist rebateu uma simples para o campo central. Aaron Hill foi eliminado na primeira base. Justin Upton conseguiu um walk, enquanto Montero rebateu uma simples para o campo direito. Goldschmidt, que tinha rebatido um grand slam no dia anterior, foi eliminado por strikeout. Wolf estava atrás de Roberts na contagem, 2–1, antes de arremessar a 127 km/h. Roberts rebateu para o campo oposto à esquerda para dar a liderança ao Arizona em 4–1. Momentos mais tarde, Chris Young rebateu um home run para o campo central.                                                                                  |
| 2011 ALCS  | Jogo 2, 10 de Outubro  | Nelson Cruz, Texas Rangers             | Rangers Ballpark in Arlington | Ryan Perry, Detroit Tigers          | 11ª     | 7–3              | 7–3, W       | 2–0 TEX         | Na 11ª entrada, após Perry substitui Valverde, Michael Young rebateu uma simples em bola rasteira para o campista esquerdo Ryan Raburn. Adrián Beltré rebateu uma simples para o campista central Austin Jackson. Michael Young foi para a 2ª. O técnico visitou o arremessador no montinho. Mike Napoli rebateu uma simples para Austin Jackson, lotando as bases. Nelson Cruz rebateu um grand slam para o campo esquerdo. Primeiro walk-off grand slam na história da pós-temporada. |
| 2012 NLDS  | Jogo 5, 11 de Outubro  | Buster Posey, San Francisco Giants     | Great American Ball Park      | Mat Latos, Cincinnati Reds          | 5ª      | 6–0              | 6–4, W       | 3–2 SF          | Após o Giants anotar duas corridas na entrada, as bases estavam lotadas para Posey. He hit a home run off the upper deck, giving the Giants a 6–0 lead they did not relinquish. The runs proved to be critical, as the Reds rallied to make the game close, but the Giants held on to win 6–4. The win completed the Giants' comeback from being down 2 games to 0 in the series, the first time that happened in NL Divisional play. The Giants won all three on the road, as the series became the second five-game series to not have a single win by a home team (after the 2010 ALDS between the Rangers and Rays). |
| 2013 ALCS  | Jogo 2, 13 de Outubro  | David Ortiz, Boston Red Sox            | Fenway Park                   | Joaquín Benoit, Detroit Tigers      | 8ª      | 5–5              | 6–5, W       | 1–1             | Com o Red Sox perdendo por 5−1 na parte baixa da oitava entrada, David Ortiz veio ao bastão com as bases lotadas e dois eliminados. Ortiz rebateu o primeiro arremesso de Benoits; uma bola a meia altura para o campo direito dentro do bullpen do Red Sox. O campista externo Torii Hunter voou sobre o muro tentando apanhar a bola, sem sucesso. Jogo empatado em 5-5. O Red Sox venceria o jogo por 6−5 na parte baixa da nona entrada com um walk-off single de Jarrod Saltalamacchia. |
| 2013 ALCS  | Jogo 6, 19 de Outubro  | Shane Victorino, Boston Red Sox        | Fenway Park                   | José Veras, Detroit Tigers          | 7ª      | 5–2              | 5–2, W       | 4–2 BOS         | Na parte baixa da sétima entrada, com o Tigers na frente por 2−1 e Victorino com 0–2 na contagem de arremessos, mandou o terceiro arremesso (bola de curva) sobre o Green Monster. Victorino terminou sendo apenas o segundo jogador, juntamente com Jim Thome, a rebater dois grand slams na pós-temporada. |
| 2014 NLWCG | n/a 1º de Outubro      | Brandon Crawford, San Francisco Giants | PNC Park                      | Edinson Volquez, Pittsburgh Pirates | 4ª      | 4–0              | 8-0, W       | n/a             | Após rebatidas simples de Pablo Sandoval e Hunter Pence e um walk para Brandon Belt, Crawford limpou as bases com um grand slam de 110 metros para o campo direito, inaugurando o placar. Seu grand slam foi o primeiro a ser rebatido por um interbases na história da pós-temporada. |
| 2016 NLDS  | Jogo 1, 15 de Outubro  | Miguel Montero, Chicago Cubs           | Wrigley Field                 | Joe Blanton, Los Angeles Dodgers    | 8ª      | 7-3              | 8-4, W       | 1–0 CHI         | Na parte baixa da oitava entrava, com o jogo empatado em 3-3. Ben Zobrist rebateu uma dupla em cima do arremessador Joe Blanton, e com um eliminado, Jason Heyward ganhou um walk intencional. Blanton eliminou Javier Baez em um fly out e Chris Coghlan também recebeu um walk intencional. Com Montero atrás na contagem de arremessos em 0-2, rebateu para o campo direito dando a liderança ao Cubs por 7-3, em seu primeiro home run em pós-temporada da carreira. |

## Jogo das Estrelas
| Ano  | Rebatedor                  | Data e local              | Arremessador                       | Entrada | Placar após o HR | Placar final | Notas |
| ---- | -------------------------- | ------------------------- | ---------------------------------- | ------- | ---------------- | ------------ | --- |
| 1983 | Fred Lynn, AL (California) | 6 de Julho, Comiskey Park | Atlee Hammaker, NL (San Francisco) | 3ª      | 9–1              | 13–3, W      | No jogo de 50º aniversário, Lynn rebateu o primeiro grand slam na história do Jogo das Estrelas para o campo direito com a contagem de arremessos em 2-2 com dois eliminados, completando uma entrada de 7 corridas e virtualmente assegurando a primeira vitória da Liga Americana desde 1971 e a segunda desde 1962. Pouco antes do arremesso, a rede NBC colocou na tela um gráfico indicando que nunca houvera um grand slam na história de um Jogo das Estrelas. |

## Líderes em Grand Slams na Carreira
Jogadores em negrito ainda estão ativos.
| * Alex Rodriguez  | 25     |
| * Lou Gehrig      | 23     |
| * Manny Ramírez   | 21     |
| * Eddie Murray    | 19     |
| * Willie McCovey  | 18 [1] |
| * Robin Ventura   | 18     |
| * Carlos Lee      | 17     |
| * Jimmie Foxx     | 17     |
| * Ted Williams    | 17     |
| * Hank Aaron      | 16     |
| * Dave Kingman    | 16     |
| * Babe Ruth       | 16     |
| * Ken Griffey Jr. | 15     |
| * Richie Sexson   | 15     |
| *Jason Giambi     | 14     |
| * Gil Hodges      | 14     |
| * Mark McGwire    | 14     |
| * Mike Piazza     | 14     |

 1 - Recorde da Liga Nacional

## Líderes em Grand Slams em uma Temporada

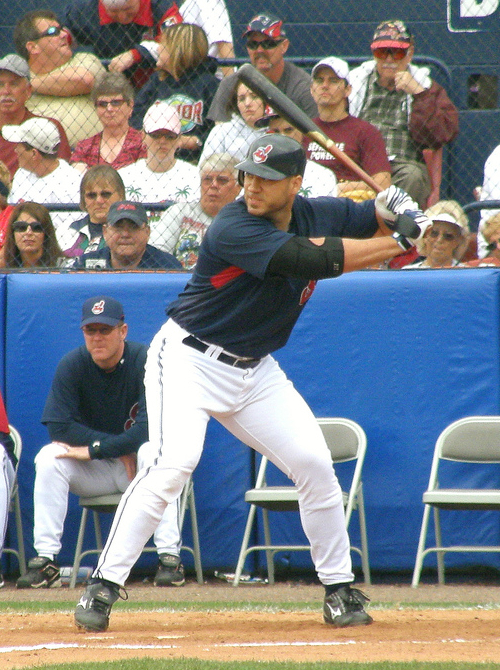
Travis Hafner empatou o recorde de Mattingly na temporada de 2006.

| * Travis Hafner    | 6 | 2006 (a) |
| * Don Mattingly    | 6 | 1987 (a) |
| * Ernie Banks      | 5 | 1955 (n) |
| * Jim Gentile      | 5 | 1961 (a) |
| * Jim Northrup     | 5 | 1968 (a) |
| * Albert Pujols    | 5 | 2009 (n) |
| * Richie Sexson    | 5 | 2006 (a) |
| * Albert Belle     | 4 | 1997 (a) |
| * Ray Boone        | 4 | 1953 (a) |
| * Robinson Canó    | 4 | 2011 (a) |
| * Vince DiMaggio   | 4 | 1945 (n) |
| * Lou Gehrig       | 4 | 1934 (a) |
| * Jason Giambi     | 4 | 2000 (a) |
| * Sid Gordon       | 4 | 1950 (n) |
| * Tommy Henrich    | 4 | 1948 (a) |
| * Ralph Kiner      | 4 | 1949 (n) |
| * Edgar Martínez   | 4 | 2000 (a) |
| * Phil Nevin       | 4 | 2001 (n) |
| * Mike Piazza      | 4 | 1998 (n) |
| * Alexei Ramírez   | 4 | 2008 (a) |
| * Al Rosen         | 4 | 1951 (a) |
| * Babe Ruth        | 4 | 1919 (a) |
| * Wildfire Schulte | 4 | 1911 (n) |
| * Rudy York        | 4 | 1938 (a) |

a – American League
n – National League